# Moeder en zoon
Moeder en zoon (Russisch: Мать и сын, Mat i syn)  is een Russische dramafilm uit 1997 onder regie van Aleksandr Sokoerov.

## Verhaal
Een stervende moeder wordt in een houten huis in Rusland verzorgd door haar zoon.

## Rolverdeling
| Acteur             | Personage |
| ------------------ | --------- |
| Aleksej Ananisjnov | Zoon      |
| Gudrun Geyer       | Moeder    |